# Bylina (luchtvaartmaatschappij)
Bylina (Russisch: Былина) is een Russische luchtvaartmaatschappij met haar thuisbasis in Moskou. Zij voert passagiers- en vrachtcharters uit binnen Rusland.

## Geschiedenis
Bylina is opgericht in 2003

## Vloot
De vloot van Bylina bestaat uit: (okt.2006)
- 2 Yakolev Yak-40